# Baltischer Rajon
Baltischer Rajon (russisch Балтийский район, Baltijski rajon) ist der Name eines ehemaligen Verwaltungsbezirkes der Stadt Kaliningrad (Königsberg (Preußen)), der Hauptstadt der russischen Oblast Kaliningrad (Gebiet Königsberg). Er bestand von 1947 bis 2009.

## Geographische Lage

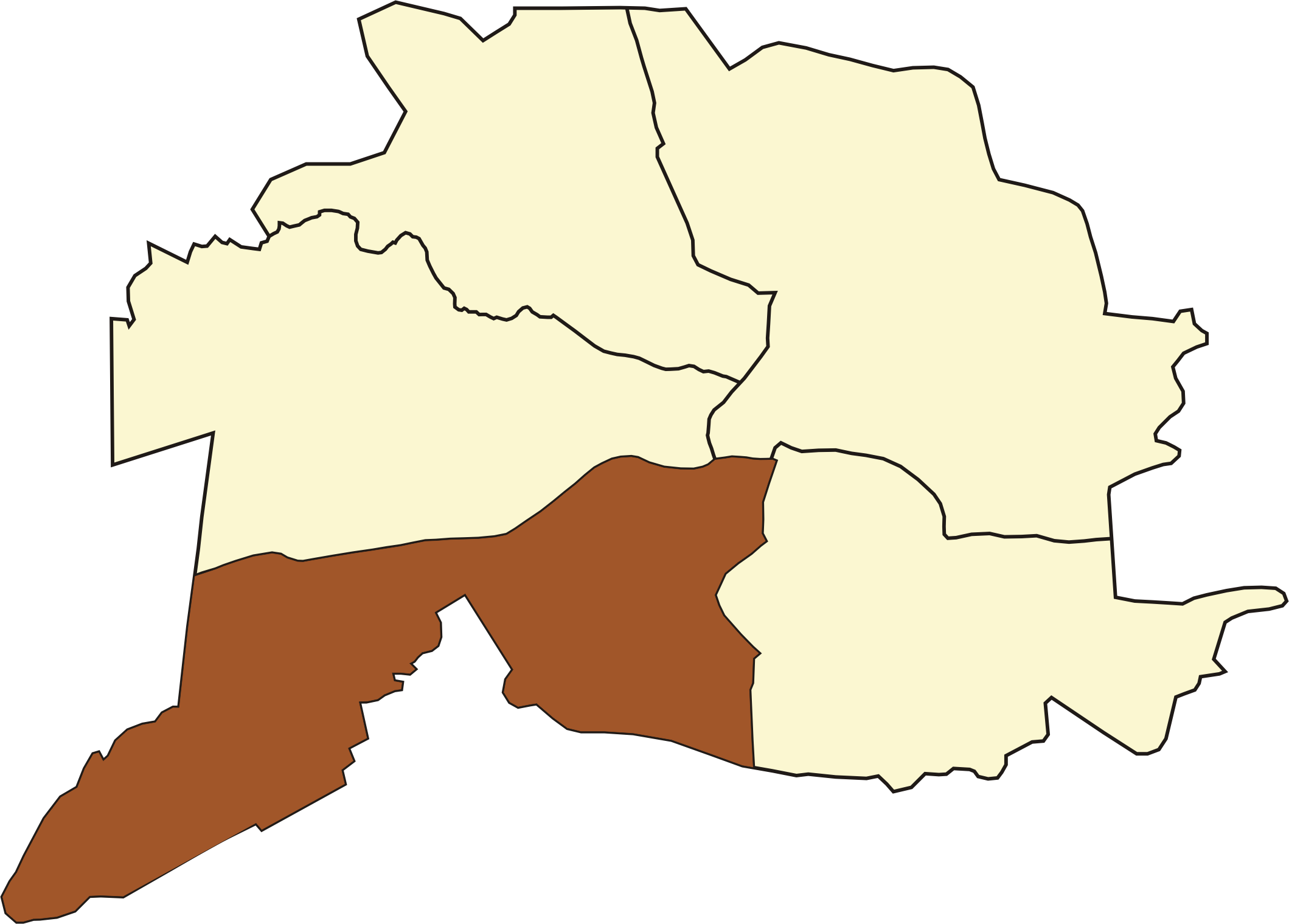
Der ehemalige Baltische Rajon im Südwesten der Stadt Kaliningrad

Der Baltische Rajon lag südlich des Pregel (russisch: Pregolja) und umfasste den Südwesten der Stadt Kaliningrad bei einer Fläche von 34 km² und mehr als 65.000 Einwohnern. Er grenzte im Norden an den Oktoberrajon, im äußersten Nordosten an den Leningrader und im Osten an den Moskauer Rajon. Im Süden reichte er bis an die Grenze zum Rajon Gurjewsk, und seine Südspitze schloss den Ort Pribreschny ein.

## Geschichte
Am 25. Juli 1947 wurden in der Stadt Kaliningrad vier Stadtbezirke errichtet, neben dem Baltischen Rajon waren es der Leningrader, der Moskauer und der Stalingrader Rajon. Aus dem Stalingrader Rajon wurde 1952 der Zentralrajon herausgelöst, und 1961 wurde der restliche Stalingrader Rajon in Oktoberrajon umbenannt.
Am 29. Juni 2009 wurde der Oktoberrajon in den Zentralrajon integriert, und der Baltische Rajon wurde in den Moskauer Rajon eingegliedert, der dadurch der größte der drei jetzt noch bestehenden Bezirke wurde und nunmehr das ganze Stadtgebiet südlich des Pregel umfasst.

## Eingegliederte Stadtteile Königsbergs
In das Gebiet des Baltischen Rajons waren neun Stadtteile Königsbergs bzw. Orte des früheren Landkreises Samland (bis 1939 Landkreis Königsberg (Preußen) bzw. Landkreis Fischhausen) eingegliedert:
| Deutscher Name                           | Russischer Name |  | Deutscher Name | Russischer Name |
| ---------------------------------------- | --------------- |  | -------------- | --------------- |
| Heyde-Waldburg, 1938–1946: Heidewaldburg | Pribreschny     |  | Ponarth        | Dimitrowo       |
| Kalgen [Siedlung]                        | Tschaikowskoje  |  | Prappeln       | Tschapajewo     |
| Kontienen                                | Woroschilowo    |  | Schönbusch     | Dimitrowo       |
| Nasser Garten                            | Portowoje       |  | Spandienen     | Suworowo        |
|                                          |                 |  | Waldburg       | Pribreschny     |